# Piazza Gimma
Piazza Gimma är ett torg i Quartiere Trieste i norra Rom, uppkallat efter den etiopiska staden Jimma (italienska: Gimma). 

## Beskrivning
Vid Piazza Gimma är den modernistiska Giardino di Piazza Gimma belägen. Vid piazzan finns även Mercato Trieste, uppfört år 1970. Några kvarter bort är kyrkan Santa Maria Goretti belägen; den är helgad åt den heliga jungfrumartyren Maria Goretti. Längre bort står kyrkan Sant'Emerenziana, helgad åt den heliga jungfrumartyren Sant'Emerenziana.

## Bilder

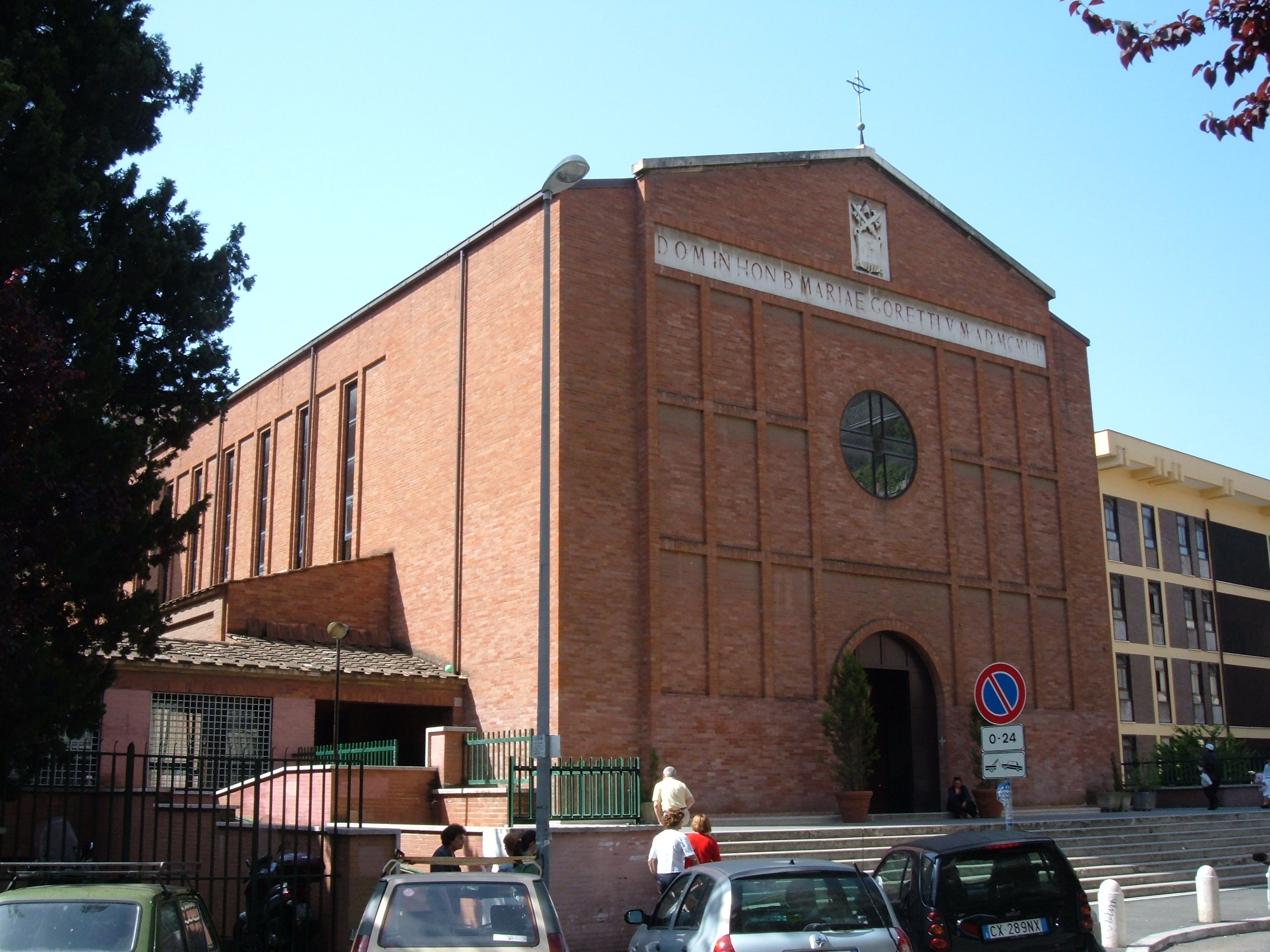
Santa Maria Goretti.
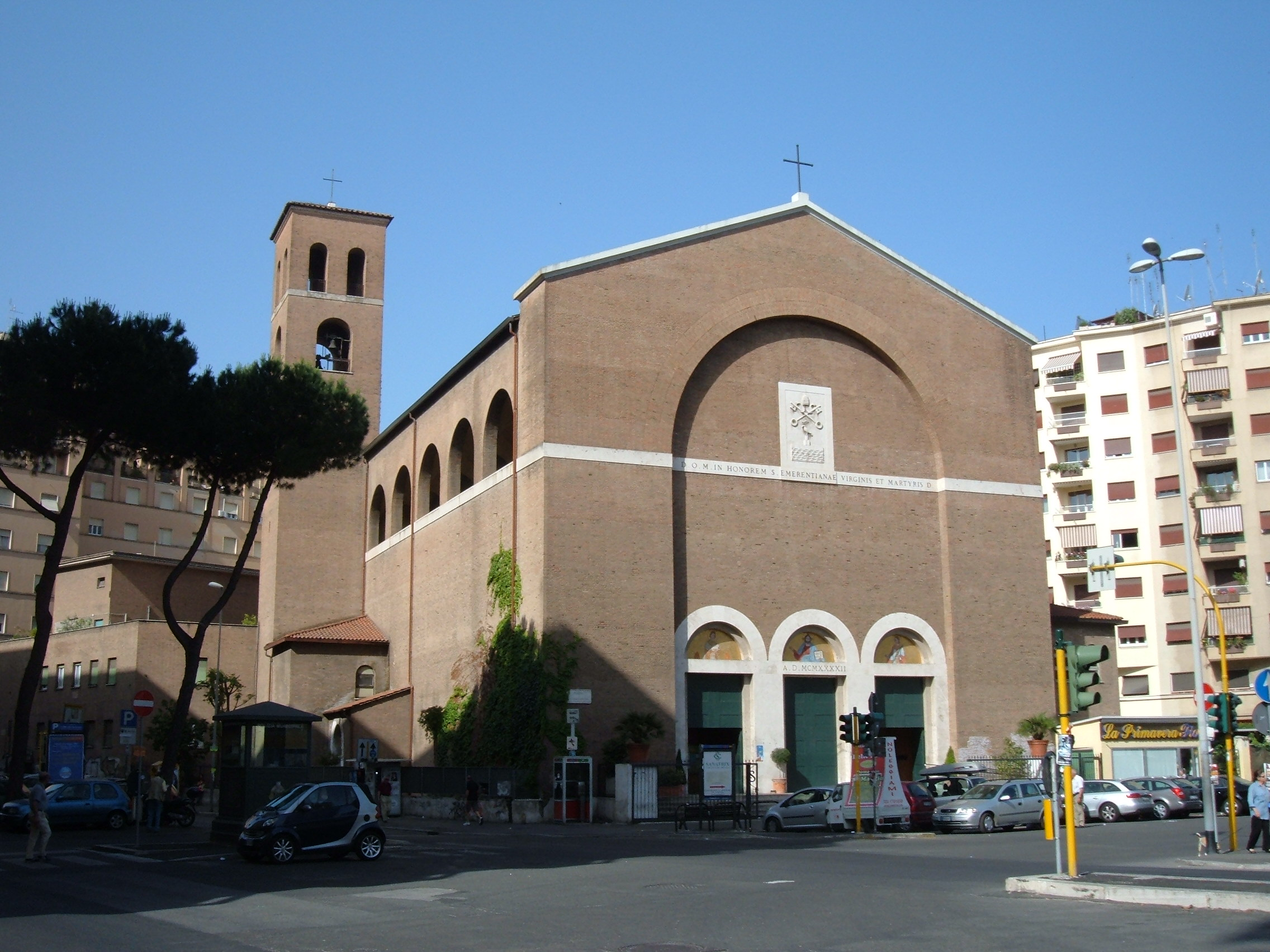
Sant'Emerenziana.

## Kommunikationer
- Tunnelbanestation Libia – Roms tunnelbana, linje
- Busshållplats Libia/Gimma – Roms bussnät, linje 38